# Urash Corona
L'Urash Corona è una struttura geologica della superficie di Venere.